# Liêm Pha
Liêm Pha (chữ Hán: 廉頗, 327 TCN - 243 TCN) là danh tướng thời Chiến Quốc trong lịch sử Trung Quốc. Ông từng làm tướng nước Triệu, nước Ngụy và nước Sở.

## Giữ hậu phương
Liêm Pha có tài làm tướng. Năm 283 TCN, nước Triệu theo kế hợp tung của nước Yên cùng đánh Tề Mẫn vương kiêu ngạo, Liêm Pha được Triệu Huệ Văn vương cử làm tướng đi đánh Tề dưới quyền tổng chỉ huy của tướng Yên là Nhạc Nghị. Liêm Pha phá tan quân Tề, lấy ấp Dương Tấn về nước Triệu. Nước Tề sau đó bị nước Yên đánh bại.
Liêm Pha được làm thượng khanh, dũng khí của ông nổi tiếng ở các nước chư hầu.
Khi đó Lạn Tương Như vốn xuất thân chỉ là người phục vụ dưới quyền hoạn quan Mục Hiền, nhờ việc đi sứ nước Tần bảo toàn được ngọc bích và uy tín của nước Triệu trước nước Tần hùng mạnh nên được phong làm thượng đại phu. Nước Tần hứa đổi 15 thành lấy ngọc bích họ Hoà của nước Triệu nhưng không thực hiện lời hứa, kết quả nước Triệu cũng không đem ngọc bích cho Tần.
Năm 282 TCN, vua Tần bực nước Triệu không chịu dâng ngọc bèn đánh Triệu, lấy Thạch Thành. Năm sau lại đánh Triệu, giết hai vạn người. Sau đó vua Tần sai sứ giả nói với Triệu Vương muốn họp nhau ở Dẫn Trì, ngoài Tây Hà để giảng hoà. Vua Triệu sợ nước Tần hung hãn, từng bắt giữ Sở Hoài vương khi đến hội họp nên định không đi. Liêm Pha và Lạn Tương Như bàn rằng:
Nhà vua không đi thì tỏ ra nước Triệu yếu và nhát.
Vua Triệu nghe theo, bèn đến hội họp. Lạn Tương Như đi theo phò tá vua Triệu. Liêm Pha tiễn đến biên giới, từ biệt nhà vua nói:
Nhà vua đi, tính đường đi về cùng hội họp, chẳng quá ba mươi ngày, nếu ba mươi ngày không về, xin lập thái tử làm vua để cho Tần hết hy vọng.
Triệu Huệ Văn vương nghe theo.
Trong thời gian Triệu vương và Lạn Tương Như đối đầu với vua quan nước Tần ở Dẫn Trì, Liêm Pha coi giữ nước Triệu, không gặp biến cố nào.

## Tạ lỗi với Lạn Tương Như

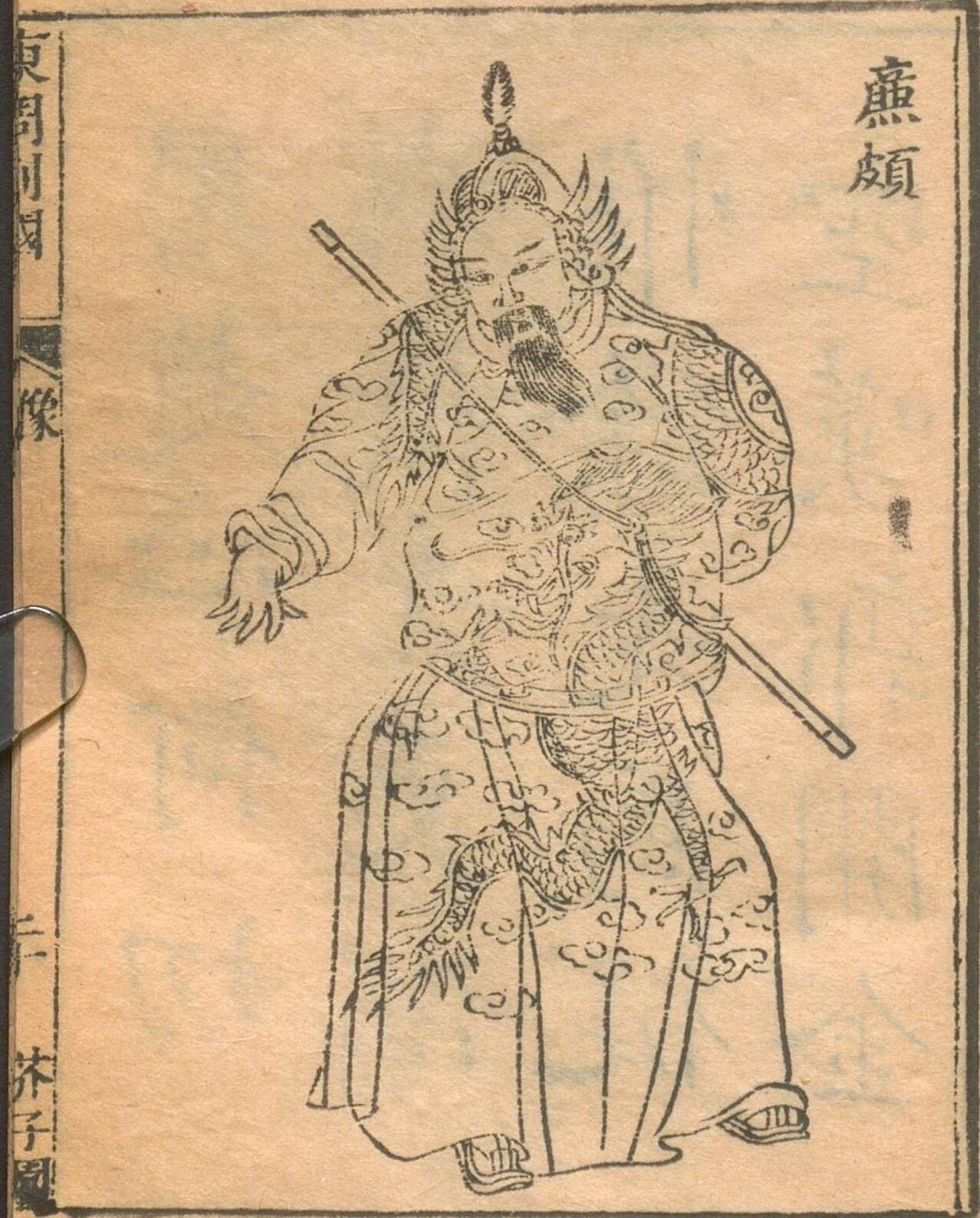
Liêm Pha

Lạn Tương Như có công phò tá vua Triệu hội kiến vua Tần ở Dẫn Trì khiến nước Tần không dám chèn ép nước Triệu nên được vua Triệu phong làm thượng khanh, địa vị trên cả Liêm Pha.
Liêm Pha bất mãn nói:
Ta là tướng nước Triệu, phá thành đánh trận có công to, trái lại Tương Như chỉ nhờ miệng lưỡi lập công mà địa vị ở trên ta. Hơn nữa, Tương Như vốn người thấp hèn, ta xấu hổ không mặt mũi nào ngồi ở dưới ông ta.
Và ông rêu rao rằng:
Ta gặp Tương Như, quyết làm nhục ông ta.
Tương Như nghe vậy, chủ động tránh không gặp Liêm Pha. Về sau, ông nghe mọi người nói lại lời Tương Như giải thích rằng:
Oai như vua Tần mà Tương Như dám gào thét ở giữa triều đình, làm nhục cả quần thần. Tương Như tuy hèn nhát há sợ Liêm tướng quân sao. Nhưng ta nghĩ rằng nước Tần sở dĩ mạnh, không đem binh lính đánh Triệu vì có ta cùng Liêm tướng quân. Nay hai con hổ đánh nhau, thế nào cũng không sống được cả, cho nên ta phải làm như thế, vì nghĩ đến việc cấp bách của nước nhà trước mà gác việc thù riêng đó thôi.
Liêm Pha nghe vậy ân hận, nhận ra lỗi của mình. Ông bèn cởi trần, mang roi nhờ tân khách đưa đến cửa nhà Lạn Tương Như tạ tội, nói:
Kẻ hèn mọn này không biết tướng quân rộng lượng đến thế!
Rồi từ đó hai người vui vẻ làm bạn sống chết có nhau.

## Bị thay ở Trường Bình
Năm 278 TCN, Liêm Pha làm tướng đem quân về đánh Tề, phá một đạo quân Tề. Năm 276 TCN, Liêm Pha lại đánh thành Kỳ của Tề, lấy được thành. Năm 273 TCN, Liêm Pha lại mang quân đánh đất Phòng Lăng, An Dương của Ngụy, đều lấy được.
Năm 270 TCN, Triệu Huệ Văn Vương chết, con là Hiếu Thành Vương lên ngôi. Năm 263 TCN, Tần Chiêu Tương vương sai Vương Hột mang đại quân đánh Triệu vì Triệu thu nhận đất Thượng Đảng của nước Hàn mà Tần đang vây đánh.
Bấy giờ một tướng giỏi khác là Triệu Xa đã chết, Lạn Tương Như lại mắc bệnh nặng, vua Triệu sai Liêm Pha cầm quân đánh Tần.
Liêm Pha ra trận đụng độ với Vương Hột, quân Tần mạnh mẽ mấy lần đánh bại quân Triệu. Liêm Pha biết thế quân Triệu yếu hơn nên cố thủ giữ thành không đánh. Quân Tần mấy lần khiêu chiến, Liêm Pha vẫn không chịu đánh. Vua Tần Chiêu Tương Vương bèn dùng kế phản gián, phao tin rằng: 
Tần chỉ sợ một mình Triệu Quát, con Mã Phục quân Triệu Xa mà thôi
Triệu Hiếu Thành vương nghe thế, nghĩ rằng ông nhút nhát không chịu đối trận với quân Tần và Triệu Quát tài hơn ông, nên định cho Quát ra thay ông. Lạn Tương Như can:
Nhà vua dùng Quát cũng chỉ vì nghe danh ông ta cũng như gắn trục đàn mà gảy đàn thôi. Quát chỉ biết đọc sách của cha để lại, không biết ứng biến đâu.
Mẹ Triệu Quát cũng đưa thư nói rằng Quát không thể nối được cha nhưng vua Triệu không nghe, cho Quát làm tướng, ra mặt trận thay Liêm Pha. Kết quả tới năm 260 TCN, Triệu Quát bị tướng Tần là Bạch Khởi đánh đại bại ở Trường Bình. Quát tử trận, hơn 40 vạn quân Triệu bị chôn sống.
Thừa thắng, năm 259 TCN, quân Tần vây kinh đô Hàm Đan của nước Triệu hơn một năm, nước Triệu nguy cấp vì tổn hại lớn về nhân sự. Nhờ có các nước Sở, Ngụy đến cứu nên mới giải được vây ở Hàm Đan (258 TCN).

## Đại phá quân Yên
Sau khi Liêm Pha không được cầm quân ở Trường Bình phải về, ở vào lúc thất thế, khách khứa đều bỏ đi hết. Sau khi Triệu Quát thảm bại, ông mới được dùng trở lại thì khách khứa lại đến. Liêm Pha giận nói:
Các vị hãy rút lui cho!
Những người khách nói:
Ô! Sao ngài thấy việc muộn thế, đạo bạn bè trong thiên hạ, kết bạn với nhau như lối con buôn, trò giao dịch ngoài chợ. Khi ngài có thế thì chúng tôi theo, ngài không có thế thì chúng tôi đi, cái đó là lẽ dĩ nhiên chứ có gì đáng giận!
Năm 253 TCN, thừa tướng Lật Phúc nước Yên xui vua Yên:
Những người trai tráng của Triệu đều chết ở Trường Bình, bọn con mồ côi chưa lớn. Hãy nhân lúc này đánh Triệu.
Vua Yên nghe theo, bèn sai Lật Phúc đem quân đánh Triệu. Triệu Hiếu Thành vương sai Liêm Pha làm tướng ra đánh. Liêm Pha phá tan quân Yên ở Hạo, giết chết Lật Phúc. Sau đó ông thừa thắng kéo quân đang đánh nước Yên, vây kinh thành nước Yên. Vua Yên phải cắt năm thành để cầu hoà.
Liêm Pha rút quân về. Liêm Pha nhờ có công, được vua Triệu lấy đất Úy Văn, phong cho Liêm Pha làm Trú Bình Quân, làm quyền tướng quốc.
Năm 245 TCN, vua Triệu sai Liêm Pha đánh đất Phồn Dương của nước Ngụy. Ông đánh chiếm được Phồn Dương.

## Phẫn chí ở Ngụy, Sở
Năm 244 TCN, Triệu Hiếu Thành Vương mất, con là Điệu Tương Vương lên ngôi. Điệu Tương vương trọng dụng con Nhạc Nghị là Nhạc Thừa, tước quyền của Liêm Pha và cho Thừa thay Liêm Pha. Liêm Pha tức giận, mang quân đánh Nhạc Thừa. Nhạc Thừa bỏ chạy.
Liêm Pha đành chạy sang đất Đại Lương của Ngụy. Liêm Pha ở Đại Lương một thời gian lâu nhưng vua Ngụy Cảnh Mân vương không tin dùng.
Trong khi đó, nước Triệu thường bị khốn về quân Tần, Nhạc Thừa không đủ tài cự quân Tần. Vua Triệu lại nghĩ đến việc dùng Liêm Pha. Bản thân Liêm Pha cũng muốn trở lại đắc dụng ở Triệu. Lúc đó Liêm Pha tuổi đã cao, vua Triệu sợ rằng sức ông đã yếu nên sai sứ giả xem Liêm Pha còn khoẻ mạnh hay không.
Gian thần Quách Khai nước Triệu vốn là kẻ thù của Liêm Pha, cho sứ giả nhiều vàng, bảo sứ giả hãy nói xấu ông với vua Triệu.
Sứ giả của Triệu vương đến Ngụy ra mắt Liêm Pha. Liêm Pha nóng lòng về nước nên ra sức ăn một đấu gạo, mười cân thịt trong một bữa cơm, rồi ông mặc áo giáp lên ngựa chạy mấy vòng để tỏ rằng mình còn khoẻ mạnh. Tuy nhiên sứ giả nước Triệu vì đã ăn của đút của Quách Khai nên trở về báo với Triệu vương:
Liêm tướng quân tuy già, ăn còn khoẻ, nhưng khi cùng thần ngồi trong khoảnh khắc thì ba lần đi đại tiện.
Vua Triệu thất vọng, cho rằng ông đã già và mang bệnh nên không triệu ông về nữa.
Vua Sở là Khảo Liệt vương nghe tin Liêm Pha ở Ngụy, cũng ngưỡng mộ ông, bèn ngầm cho sứ đón về. Liêm Pha làm tướng nước Sở nhưng những người dưới quyền không theo nên ông không lập được công lao. Ông buồn bã nói:
Ta ước được dùng người Triệu.
Sau đó Liêm Pha phẫn chí chết ở Thọ Xuân thuộc nước Sở, không rõ năm nào.